# Кеґон (водоспад)
Кегон (яп. 華厳滝 Кегон-таки) — водоспад в районі міста Нікко, префектура Тотігі, Японія. Розташований в національному парку Нікко на річці Дайягава, яка випливає зі східної частини гірського озера Тюдзен-дзі. Колись русло річки було перегороджено лавовими потоками вулкана, що прокинувся, і тепер вона спадає з висоти 97 м, ледве покинувши межі озера. По боках основного струменя знаходяться приблизно дванадцять невеликих водоспадів, що стікають через тріщини в горах і затверділих лавових потоках.
Назва водоспаду взято з Буддистських сутр (яп. 华 厳 経 Кегонге, Аватамсака-сутра). Всього у Нікко 48 водоспадів, але Кегон — найвідоміший. Крім того, Кегон входить до числа трьох найкрасивіших водоспадів Японії разом з водоспадом Наті в префектурі Вакаяма, водоспадом Фукурода в префектурі Ібаракі. Підійти до водоспаду було складно, поки в 1900 році у його підніжжя ні побудований чайний будиночок. У 1930 році був введений в дію підйомник. Влітку біля водоспаду можна спостерігати літаючих ластівок.
Вимірювання швидкості відступу водоспаду, вироблене в 2003 році показало, що водоспад наближається до озера на 1,8 см на рік. Водоспад Кегон популярний серед туристів, доповнюючи культурні пам'ятки включеного до списку Всесвітньої спадщини ЮНЕСКО міста Нікко.

## Самогубства

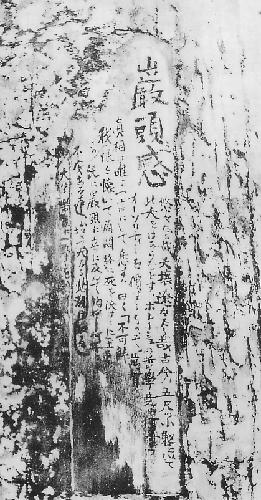
Прощальну записку з Місао Фудзімура.

Крім того, водоспад сумно відомий як місце частих самогубств серед молодих японців (Ефект Вертера), починаючи з травня 1903, який коли з нього зістрибнув 18-річний студент філософії Місао Фудзімура. Перед самогубством Фудзімура залишив віршовану передсмертну записку на стовбурі дерева, згодом розтиражовану ЗМІ.